# وانغ بو
وانغ بو (بالصينية: 王博) (23 يناير 1985 بخوبي في الصين - ) هو لاعب كرة قدم صيني في مركز الوسط. لعب مع نادي شينجيانغ تيانشان ليوبارد وShanghai Shenxin F.C. ‏.

## وصلات خارجية
- وانغ بو على موقع قاعدة بيانات كرة القدم.إي يو (الإنجليزية)
- وانغ بو على موقع Soccerway.com (الإنجليزية)